# Хаяси, Ёсимаса
Ёсимаса Хаяси (яп. 林芳正 Хаяси Ёсимаса; род. 19 января 1961, Симоносеки, Япония) — японский политический деятель. Главный секретарь Кабинета министров с 14 декабря 2023 года.
Министр иностранных дел Японии (10 ноября 2021 — 13 сентября 2023). Министр обороны Японии (2 августа — 24 сентября 2008).

## Биография
Уроженец Симоносеки, Хаяси является сыном японского политика Ёсиро Хаяси. Он окончил Токийский университет и учился в Школе государственного управления Джона Ф. Кеннеди при Гарвардском университете. Хаяси впервые был избран в Палату советников в 1995 году. Он представляет четвёртое поколение политиков в своей семье и с момента вступления в должность сосредоточился на административной и налоговой реформе.
Хаяси был назначен министром обороны 1 августа 2008 года. Однако он занимал этот пост менее двух месяцев. Новый премьер-министр Таро Асо 24 сентября 2008 года сменил Хаяси на Ясукадзу Хамада.
После возвращения ЛДП к власти на выборах в 2012 году Хаяси был назначен министром сельского, лесного и рыбного хозяйства.
6 ноября 2021 года было объявлено о его назначении министром иностранных дел во втором правительстве Кисиды.
Он любит караоке и гольф. Играет на гитаре и клавишных с коллегами из партии в группе Gi!nz. 

## Награды
- Орден «За заслуги» III степени (23 августа 2022, Украина) — за значительные личные заслуги в укреплении межгосударственного сотрудничества, поддержку государственного суверенитета и территориальной целостности Украины, весомый вклад в популяризацию Украинского государства в мире[3].